# 特休恩 (印地安納州)
特休恩（英語：Terhune）是位於美國印地安納州布恩縣的一個非建制地區。該地的面積和人口皆未知。

## 地理
特休恩的座標為40°09′55″N 86°16′49″W / 40.16528°N 86.28028°W，而該地的平均海拔高度為285米（即935英尺）。